# André Achiary
Pour les articles homonymes, voir Achiary.
André Jean Achiary (né le 10 juillet 1909 à Tarbes (France), mort à Madrid (Espagne) le 23 novembre 1983), passé par les jeunesses socialistes, devient commissaire de police à Alger (Algérie) et sera accusé d'avoir recouru à la torture en particulier dans la répression des communistes entre 1940 et 1942. 
Il prépare et participe à l'opération d'accueil du débarquement allié en novembre 1942 par la neutralisation de l'Armée d'Afrique puis devient sous-préfet de Guelma (département de Constantine- Algérie). En mai-juin 1945, il contribue aux massacres de Guelma. Plus tard, il organise des manifestations et se trouve accusé d'avoir préparé des attentats des « ultras » de l'Algérie française (1955-1956) avant son expulsion d'Algérie par le ministre-résident Robert Lacoste.

## Biographie

### Avant-guerre
André Achiary est le fils de Léon Achiary, adhérent à la SFIO qui épousa en 1925, à Alger, Henriette Sergent, de famille coloniale passée au moins par l'Indochine. Il grandit en Kabylie et à Alger. Les parents semblent vivre ensemble bien avant leur mariage, d'abord dans la région pyrénéenne puis avant et après la guerre de 1914-1918. À Alger, André connut les Jeunesses socialistes et, dans les années 1920, il fut élève au lycée d'Alger. Licencié en droit, reçu second en 1934 au concours de commissaire de police, il est nommé en 1935 au service de la Sûreté à Alger. En 1938, il devient sur le département d'Alger le responsable de la Brigade de Surveillance du territoire.

### Pendant la Seconde Guerre mondiale
Dès 1939, il s'illustre par l'arrestation, et parfois la disparition, de plusieurs dizaines d'agents de l'Axe, surtout italiens, Allemands et autochtones recrutés par les nazis. En contact avec Londres par le réseau d'information des Forces françaises combattantes en Afrique du Nord (AFR) créé par le socialiste Paul Schmitt dès l'automne 1940 et surtout par le réseau polono-britannique F2, il poursuit les communistes alors alliés aux Soviétiques, puis brise leurs tentatives de réorganisation clandestines, traquant notamment l'imprimerie clandestine de La Lutte sociale. Selon ses adversaires, il n'a souvent pas la main légère pour ses compagnons de résistance, fussent-ils gaullistes ou socialistes, lorsqu'ils sont en état d'arrestation et qu'il est nécessaire de donner le change. Pour certains qui furent ses compagnons dans le secret de la Résistance, il paraît « un petit bonhomme râblé, rageur, au visage intelligent et vif, sympathique et qui accueille les bras ouverts tous ceux qui parlent de faire quelque chose ». (L'auteur de l'affirmation, Geneviève Dumais, est alors la maîtresse de Jean Rigault, devenu l'un des adjoints de François Darlan, et dès lors peu en phase avec le gaulliste de choc que fut Achiary). Impulsif, capable d'être violent, il sera accusé d'une opiomanie qui ne serait apparue que bien plus tard.
Soupçonné de double jeu par ses chefs vichystes et muté à Sétif, il en revient pour participer avec les responsables du réseau AFR à l'ultime préparation des opérations destinées à faciliter de l'intérieur le débarquement anglo-saxon en Afrique du Nord qui est au départ prévu pour s'étendre jusqu'à Bône (département de Constantine ; Annaba aujourd'hui). Il travaille alors avec Henri d'Astier de La Vigerie et José Aboulker, principaux artisans du débarquement allié. Dans la nuit du débarquement, le 8 novembre 1942, il organise l'installation des résistants au commissariat central d'Alger, qui sera décoré de la Médaille de Résistance. Avec l'aide d'une grande majorité des agents, il y établira le PC de la résistance. Il fera incarcérer là tous les adversaires vichystes interpellés par les Volontaires de place ou les policiers. Il fera aussi du Commissariat le central radio au profit des résistants, ayant fait couper avec son collègue Bringard toutes les autres communications téléphoniques de la ville.
Après le débarquement André Achiary, conforté dans ses fonctions de commissaire aux Renseignements généraux et de chef de la Brigade de surveillance du Territoire à  Alger, est placé sous les ordres d'Henri d'Astier de La Vigerie qui fait office de ministre de l'Intérieur dans le gouvernement de l'amiral Darlan qui a pris le pouvoir en Afrique du Nord. Très hostile à Darlan, Henri d'Astier monte alors un complot destiné à éliminer Darlan et à le remplacer par le comte de Paris, prétendant au trône.  Achiary s'implique dans le complot jusqu'au moment de l'exécution de Darlan par Fernand Bonnier de La Chapelle, le jeune homme choisi par Henri d'Astier pour accomplir cet attentat qui a lieu le 24 décembre 1942. Le 29 décembre, le général Giraud, qui succède à Darlan, fait arrêter et déporter à Laghouat une douzaine de personnes soupçonnées d'être impliquées dans l'assassinat de Darlan parmi lesquelles se trouve André Achiary. Le 9 janvier 1943, interrogé par le juge d'instruction Voituriez chargé de l'enquête, Achiary, en échange de sa liberté, dénonce Henri d'Astier et son homme de confiance l'abbé Cordier : " J'accuse deux personnes d'être les instigateurs directs du meurtre de l'amiral Darlan. Ces deux personnes sont : l'abbé Cordier, demeurant à Alger, 2 rue Lafayette, et Henri d'Astier de La Vigerie demeurant au même endroit, secrétaire adjoint  aux Affaires politiques au Haut Commissariat en Afrique française. Ces deux personnes ont fait assassiner l'amiral Darlan et au profit du Comte de Paris." Henri d'Astier et l'abbé Cordier sont alors arrêtés et mis en prison au secret absolu d'où ils ne seront libérés qu'en septembre 1943.
Achiary, au début de l'année 1943, crée à Guyotville une école du Renseignement puis, mobilisé, il fait du renseignement lors de la campagne de Tunisie suivie du débarquement en Corse. En novembre 1943, De Gaulle le décore de la médaille de la Résistance. En 1944, il est détaché à la Direction générale des services spéciaux comme conseiller de Jacques Soustelle, et débarque en France avec le 1er régiment de choc.
Le 22 mars 1945, il prend les fonctions de sous-préfet de Guelma, nommé par le gouverneur socialiste d'Algérie Yves Chataigneau, qui lui donne ainsi l'occasion d'accéder à la carrière préfectorale. Dans un métier qui lui est étranger, vite pris en main par le colonat, inquiet de voir arriver un sous-préfet issu de la Résistance et parlant couramment l'arabe et le kabyle, Achiary cède rapidement aux pressions qui pèsent sur lui. Confronté à plusieurs meurtres particulièrement sordides de colons et à des manifestations anti-françaises le 8 mai, il craint une insurrection arabe et croit au complot de la part de personnes qui appellent à la résistance contre l'occupant français. Il est persuadé, à travers leurs provocations, que les nationalistes du Parti du peuple algérien (PPA) sont prêts au soulèvement. Il organise le 9 mai 1945 une milice coloniale forte de plusieurs centaines d'hommes, pourvue par l'armée en armes de défense, qui sévira dans la sanglante répression au cours du mois de mai 1945. Il laisse s'organiser un Tribunal de Salut public qui, tous les jours, enverra à l'exécution des musulmans algériens. Bien que responsable de centaines de morts à Guelma et dans la plaine alentour, il est décoré en janvier 1946 de la Légion d’honneur, au titre de la Résistance, décoration légitimement demandée pour lui par l'Association du 8 novembre 1942.

### Après-guerre
En avril 1946, le gouverneur Chataigneau le prend à ses côtés comme secrétaire aux Affaires économiques.
Achiary est nommé en 1947 secrétaire général du préfet de la Manche (France), poste peu éloigné de Paris qui annonce pour lui une belle carrière préfectorale. Toutefois, au bout de deux mois, nostalgique, il rentre à Alger où il devient entrepreneur de travaux publics (il obtient notamment le contrat de construction de l’immeuble de la Sécurité sociale à Alger, une affaire juteuse, mais qui ne l'enrichira pas: il mourra dans l'indigence).

### L'affaire Achiary
En 1949, il est arrêté et placé sous mandat de dépôt pour séquestration et tortures dans l'exercice de ses fonctions, à la suite d'une plainte déposée en juin dernier par Me Jean-Louis Tixier-Vignancour au nom d'un de ses clients, Paul Ventron, poursuivi devant la cour de justice avec Jean Platon, fils de l'amiral
. Achiary était accusé d'avoir torturé Paul Ventron, Georges Pignodel et Lucien Dianoux, alors qu'ils étaient détenus pour faits de collaboration dans les locaux de la B.S.T. d'Afrique,. Le procureur général d'Alger fit un rapport sur les agissement du juge d'Instruction Raoul Genet, à qui il était reproché d'avoir fait précocement libérer Achiary.
En mai 1949, Paul Ventron fut acquitté par la Cour de Justice de Paris, qui inséra dans le jugement que fussent poursuivis Achiary et ses complices qui avaient torturé l’accusé. Achiary fut toutefois libéré grâce à ses soutiens politiques.

### L'Algérie française
Lié dès 1955 aux partisans de l'Algérie française, dont Mario Faivre, qui fut mêlé avec lui à l'exécution de Darlan, et Jean-Baptiste Biaggi, il compte parmi les organisateurs de la manifestation contre la conférence d'Albert Camus sur la trêve civile, et plus encore de la mise en scène des adieux de Jacques Soustelle et de la « journée des tomates » qui fait reculer le président du Conseil français, le socialiste Guy Mollet, à Alger le 6 février 1956.
Avec des membres de l’Union française nord-africaine, créée par Robert Martel, il est soupçonné par ses adversaires d'avoir monté l'Attentat de la rue de Thèbes dans la Casbah d’Alger, le 10 août 1956, qui fait 73 victimes et marque un tournant tragique dans la guerre d’Algérie, levant les derniers scrupules -s'il en avait- de Larbi Ben M'Hidi, qui décide de porter la résistance algérienne au cœur de la ville européenne d'Alger, marquant ainsi le prélude de la « bataille d’Alger ». Achiary ne fut jamais mis en cause officiellement pour ces faits.
Expulsé par le ministre-résident Robert Lacoste, il s'ennuie en France, et se retire chez sa fille, mariée à un footballeur du Real Madrid. Il vivote et meurt à Madrid en novembre 1983 d'un cancer de la gorge.

## Distinctions
- Médaille de la Résistance française avec rosette (novembre 1943)
- Chevalier de la Légion d'honneur (1946)